# Klaviertrio Hob.XV:31
Das Trio Hob.XV:31 in es-Moll für Cembalo oder Pianoforte, Violine und Violoncello ist ein zweisätziges Werk von Joseph Haydn; es existiert das originale Autograph Haydns.

## Hintergrund
Die Erstausgabe des es-Moll-Klaviertrios widmete Haydn im August 1803 der Wiener Pianistin Magdalena von Kurzböck (1767–1845). Komponiert wurde das Werk ursprünglich für die aus Deutschland stammende, in London lebende Pianistin Theresa Jansen (später Jansen-Bartolozzi, 1770–1843). Quellen machen über den Verlag der Erstausgabe unterschiedliche Angaben. Zum einen wird Johann Traeg (Wien) 1803 angegeben, zum anderen Artaria Wien 1803. Der erste Satz wurde 1795, der zweite bereits im Jahr 1794 verfasst. Das Datum der Uraufführung ist nicht bekannt.
Der zweite Satz wurde von Haydn mit der Überschrift „Sonata Jacob's Dream by Dr. Haydn...794“ versehen. Nach Überlieferung des Haydn-Biografen Albert Christoph Dies entstand die Bezeichnung „Jakobs Traum“ in Anlehnung an die alttestamentliche Geschichte vom Traum Jakobs, in welchem dieser die Himmelsleiter mit auf- und absteigenden Engeln sah. Haydn hatte der Pianistin Theresa Jansen die Komposition (zunächst in der Duo-Fassung für Klavier und Violine) anonym zugesandt im Wissen, dass sie diese mit einem dilettantischen Geiger spielen würde, der die Angewohnheit hatte, Spitzentöne zu nah am Steg zu spielen. Im Zusammenspiel mit Jansen blieb er hier regelmäßig stecken, worauf Jansen in Assoziation mit dem Titel „Jakobs Traum“ an die auf- und absteigenden Engel auf der Himmelsleiter denken musste, was sie zum Lachen brachte.
Bei der Zusammenführung der beiden Sätze überschrieb Haydn später den Anfang des Werkes mit In Nomine Dei und setzte an das Ende Laus Deo und versuchte, die ehemalige Bezeichnung Jakobs Traum sowie auch die Entstehungsgeschichte zu tilgen.
Eine Duo-Fassung für Violine und Klavier entstand, nachdem Fürst Eszterházy Haydn mit der Komposition einer Violinsonate für die Gattin des französischen Generals Moreau, Alexandrine Louise Eugénie Moreau, geb. Hulot d´Oseray (1781–1821), beauftragt hatte. Hiervon gab es mehrere Publikationen. Trotz der bedeutenden Klavierrolle ist auch die Violinstimme beachtlich auskomponiert. 1821 verlegte Naderman in Paris das Werk als Klavier-Violin-Sonate mit der Widmung Haydns an „Madame la Maréchale Moreau“.

## 1. Satz: Andante cantabile
Die Tempobezeichnung des ersten Satzes im 2/4-Takt ist ein „andante e cantabile“. Das bedeutet, dass dieser Satz ruhig, „gehend“ und gesangsvoll zu „spielen“ ist. Es bestehen etliche Ansätze, diesen von Haydn fantasievoll und frei gestalteten Satz zu analysieren.
Der erste Satz ist eine fünfteilige Rondoform (A-B-A-C-A). Die Couplets (B/C) greifen auf Motive des Refrains zurück. Der Refrain (A) wird zunächst buchstäblich wiederholt und erst beim dritten Mal variiert. Haydn vereinigt die Liedvariation (Avar) mit der Form eines Rondos. Im Autograf wird die erste Wiederholung von A durch den Hinweis „Da capo il minore senza ripetizione“ vermerkt, ohne ausgeschrieben zu sein.

## 2. Satz: Allegro non troppo
Insgesamt folgt dieser Satz mit der Bezeichnung Allegro non troppo dem Schema A-B-A'-Coda. Die Violine wird, genau wie im ersten Satz, selbstständig geführt, und die technischen Anforderungen der Violine und des Klaviers sind vergleichbar. Der Klaviersatz ähnelt in seiner Virtuosität der Gruppe der Trios Hob.XV:27–29 und weist darauf hin, dass das Trio für die Pianistin Therese Jansen geschrieben wurde. Der Ambitus des Klaviers reicht von B bis zum c´´´, bei der Violine geht Haydn sogar auf den Spitzenton gis´´´ in einer H-Dur-Passage.
H. C. Robbins Landon bezeichnet es als „thorny, dry, total intellectual, and almost devoid of normal emotions“. Trockener Humor und Heiterkeit prägen den zweiten Satz. Ironie, Virtuosität, Exzentrik und Schlichtheit vereinigen sich in diesem Satz, der den Anschein der Normalität verbirgt. Charles Rosen stellt den Satz als fast ohne Melodie dar. Kurze melodische Gebärden, aufeinander folgend, die Staccato-Begleitung des Klaviers und der heftige Dialog des Klaviers mit der Violine, die eine melodische Funktion übernimmt, führen zu einer ungewöhnlichen musikalischen Spannung der Motive.